# Phare Green Point
Le phare Green Point est un phare situé dans la Baie de la Table en Afrique du Sud. Il a été mis en service le 12 avril 1824. Il s'agit du premier phare construit en Afrique du Sud.

## Histoire
Le phare est construit sur le point Nord-Ouest du promontoire qui délimite la baie de la Table. Il est construit par Herman Scutte qui démarre ses travaux en 1820. Le coût approximatif s'est élevé à £ 6,420. La lanterne est achevée en 1824 : le phare est  allumé le 24 avril 1824. À l'époque les faibles rayons du phare portaient à une distance de 6 miles. En 1865, la tour est élevée pour atteindre 20 mètres, au-dessus du niveau de l'océan. Le phare est électrifié en mars 1929. 

## Caractéristiques
Le phare est une construction rectangulaire de 16 mètres de hauteur, s'élevant à 20 mètres au-dessus du niveau de l'océan.  Il est peint en diagonal de bandes rouges et blanches.

## Codes internationaux
- ARLHS[2] :
- NGA :
- Admiralty[3] : D 5900